# إوحواحين (بني عبد الله)
إوحواحين هي إحدى مشيخات المملكة المغربية، تتبع جغرافيا لإقليم الحسيمة وإداريًا لبني عبد الله. يقدر عدد سكانها بـ 753 نسمة حسب الإحصاء الرسمي للسكان والسكنى لسنة 2004.